# На измене
«На измене» — российский художественный фильм режиссёра Александра Атанесяна по мотивам пьесы Рэя Куни «Не обслуживается» («Номер 13»).

## Сюжет
Кандидат в депутаты Государственной Думы от города Великие Луки Пётр Соломатин прибывает в Москву, чтобы «выступить на конференции по защите нравственных ценностей». Вместо этого он уединяется со своей секретаршей Елизаветой Кошкиной в номере отеля. Но в этом номере секретарша обнаруживает тело неизвестного мужчины, придавленное оконной рамой.
Политик хочет скрыть инцидент, чтобы не повредить своей карьере, и решает спрятать тело. На помощь он зовёт Константина Вишневского, который в это время должен был читать доклад на конференции вместо Соломатина.

## В ролях
- Эдуард Радзюкевич — Петр Соломатин, кандидат в депутаты от города Великие Луки («Циник»)
- Андрей Кайков — Костя Вишневский, помощник Соломатина («Идеалист с заниженной самооценкой»)
- Евгения Трофимова — Лиза Кошкина, секретарша Соломатина («Красавица, не обременённая интеллектом»)
- Андрей Панин — Василий Кошкин, стоматолог, муж Лизы
- Александр Олешко — администратор гостиницы («Человеконенавистник»)
- Нонна Гришаева — Елена Николаевна, жена Соломатина («Дама ещё ого-го»)
- Роман Костомаров — частный детектив Краснов («Труп»)[3]
- Алексей Панин — Георгий Распутин, официант («Вымогатель»)
- Татьяна Орлова — Инга Семёновна, сиделка («Старая дева, влюблённая в Костю»)
- Александр Головин — Петя («Амбициозный юноша из соседнего номера»)[4]

а также Владимир Долинский, Николай Добрынин и артисты театра «Ромэн». Игорь Верник сыграл женскую роль.
Анимационные врезки в фильме сделаны российско-кипрской студией Toonbox.

## О работе над картиной
Александр Атанесян:
— Когда я смотрел спектакль «Номер 13» в постановке Владимира Машкова — буквально сполз под стул от хохота и подумал, что хорошо бы перенести эту историю на экран. В работе над сценарием приоритетной задачей было сделать материал пьесы максимально доступным для нормального среднестатистического зрителя, который любит кино, любит комедии, хочет зрелища и отдыха.
Андрей Кайков:
Мой герой — очень честный, порядочный, свято верящий в свою миссию человек, который старается работать на благо России. Попадая в этот капкан обстоятельств, он теряется и в итоге ломается, поскольку за один день ему приходится испытать глубокое разочарование, страх и при этом любой ценой спасти своего патрона.
Эдуард Радзюкевич:
— Проб как таковых не было. Мне позвонили и сказали: «Александр Атанесян утвердил вас на роль в своём новом фильме. Вам нужно приехать переговорить с ним». Я приехал, мы переговорили, через месяц начались съёмки. Мой герой — очень узнаваемый образ чиновника, который вместо заседания предпочитает развлекаться с секретаршей в дорогом отеле. В результате на моего героя обрушивается куча проблем, которые ему приходится расхлёбывать. Но, возможно, благодаря этому в нём просыпаются какие-то человеческие чувства, и в конце зрителю будет его немного жалко.
Евгения Трофимова:
— Моя героиня — не отягощённая умом прелесть. Тип, очень знакомый многим зрителям и поэтому смешной. Думаю, что этот фильм понравится всем, потому что история очень зажигательная и весёлая.
Нонна Гришаева:
— Моя героиня — светская дама. Типичная сволочь. Не очень хорошо относится к мужу. Делает вид, что всё прекрасно, а сама готова изменить ему при первом же удобном случае.
Роман Костомаров:
— В картине подобрался очень яркий актёрский ансамбль. Мне, непрофессиональному киноартисту, было невероятно приятно и комфортно работать с партнёрами-актёрами. Поскольку половину фильма я играю труп, который перетаскивают с места на место, мои спортивные навыки очень пригодились.

## Бюджет и сборы
По словам создателей фильм снят «на частные деньги, без государственной финансовой поддержки». Бюджет фильма, по словам режиссёра, составляет «на бумаге 65 миллионов рублей», а «живых денег потрачено почти 47 с небольшим миллионов», потому что оператор Михаил Мукасей (оператор-постановщик, продюсер) снимал без гонораров и предоставил бесплатно технику.
В кинопрокате фильм собрал более 56 миллионов рублей, после чего вышел на DVD. 

## Отзывы о фильме
Проблема в том, что там, где у Куни был острый на язык текст, иногда перемешанный с язвительной политической сатирой и закатанный в беспроигрышную форму комедии положений, у Атанесяна получилось «6 кадров».
По мнению Оксаны Нараленковой, анимационные фрагменты, раскрывающие «тайные мысли» персонажей, забавнее, чем основное действие фильма.

## Саундтрек
Официальный саундтрек, звучащий в фильме, записан известными представителями лейбла ЦАО Records, Занудой, RusKey и Легенды про..., так же вокал от А.Бандос — На измене